# Decenio Internacional de las Ciencias Oceánicas para el Desarrollo Sostenible
La Asamblea General de las Naciones Unidas decide proclamar el Decenio de las Naciones Unidas de las Ciencias Oceánicas para el Desarrollo Sostenible en el período de diez años que comenzará el 1 de enero de 2021.

## Decenio Internacional de las Ciencias Oceánicas para el Desarrollo Sostenible
El 22 de noviembre de 2017 la Asamblea General de las Naciones Unidas en la Resolución 72/73, proyecto de resolución A/RES/72/L.18 decide proclamar el Decenio de las Naciones Unidas de las Ciencias Oceánicas para el Desarrollo Sostenible en el período de diez años que comenzará el 1 de enero de 2021.

Decenio Internacional de las Ciencias Oceánicas para el Desarrollo Sostenible
La ONU proclama el período 2021-2030 como la Década de las Ciencias Oceánicas para el Desarrollo Sostenible.
El objetivo es movilizar a la comunidad científica, pero también a los políticos, a las empresas y a la sociedad civil en torno a un programa común de investigación y de innovación tecnológica.
Una de las prioridades durante esos diez años será “reforzar y diversificar las fuentes de financiación”.
En la actualidad los países dedican a las ciencias oceánicas entre el 0,04 % y el 4 % del dinero invertido en investigación y desarrollo (I+D).
Sin embargo, hay casi 3.000 millones de personas que dependen de la biodiversidad marina y costera para su subsistencia, y los océanos absorben casi un tercio del dióxido de carbono generado por el hombre y atenúan así el impacto del calentamiento climático.
La Organización de Naciones Unidas para la Educación, la Ciencia y la Cultura (UNESCO) destaca que pese a la importancia que tiene, la ciencia no ha conseguido evaluar los efectos acumulativos que tienen las actividades humanas en los océanos y sus consecuencias en términos de contaminación, de calentamiento o de acidificación.
Su directora general, Audrey Azoulay, pidió a todas las partes que se impliquen para “coordinar los esfuerzos de investigación”.
“Cubre más del 70 % del globo, pero apenas hemos explorado menos del 5 %. Es nuestra nueva frontera. Tenemos muchas lagunas de conocimiento sobre los océanos, a pesar de su papel crucial para mantener nuestro planeta seguro y respirable”, señaló Azoulay.
Recordó que sondear el océano necesita barcos específicos, explotar imágenes de satélite, recurrir a robots submarinos o a vehículos sumergibles, que implican “una inversión importante”.
Noticias ONU
6 diciembre 2017 -
 Océanos
Organización de las Naciones Unidas